# Orkla (vattendrag)

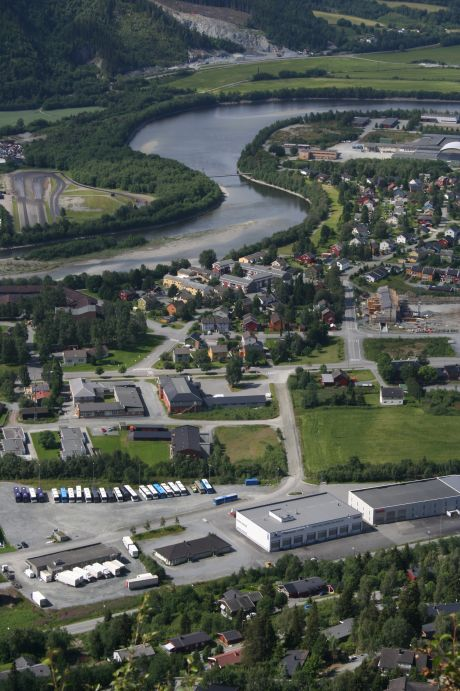
Orkla slingrar sig genom en bred älvdal, här nederst vid Orkanger.

Orkla är en älv i Trøndelag fylke i Norge. Den kommer från Store Orkelsjö på Dovre, flyter först åt öster, sedan åt nordväst genom kommunerna Tynset, Rennebu, Meldalen och Orkdal och rinner ut vid Orkanger i Orkedalsfjorden, en liten gren av Trondheimsfjorden. Älven är omkring 150 kilometer lång och har ett nederbördsområdet omfattande omkring 3 050 kvadratkilometer. Orkla har en rad betydande bifloder och bildar flera vattenfall, bland vilka Sundsetfossene, Tosetfoss och Storfoss är viktigast.
Omkring 100 kilometer från Trondheim korsar den Dovrebanan på ett ställe, där den störtar ned mellan trånga, tvärbranta fjällväggar.
Älven är utbyggd med fem kraftverk, vilka byggdes mellan 1978 och 1985. Orkla är populär för sitt laxfiske.